# Усманское 2-е сельское поселение
Усманское 2-е сельское поселение (2-я Усмань) — упразднённые административно-территориальная единица и муниципальное образование в составе Новоусманского района Воронежской области.
Административный центр — село Новая Усмань (южная часть). Администрация сельского поселения располагалась на ул. Ленина, д. 60в. Северная часть села учитывалась в составе Усманского 1-го сельского поселения.
C января 2021 года главой Новоусманского района Воронежской области Дмитрием Масловым предложено объединение двух сельских поселений, так как в соответствии с законодательством, населённый пункт может существовать в пределах только лишь одного муниципального образования.
Законами Воронежской области от 25 февраля 2022 года № 3-ОЗ и № 4-ОЗ с 11 марта 2022 года объединено с Усманским 1-м сельским поселением.

## Население
| 2008    | 2010    | 2012    | 2013    | 2014    | 2015    |
| ------- | ------- | ------- | ------- | ------- | ------- |
| 16 825  | ↗17 472 | ↗17 751 | ↗18 055 | ↗18 431 | ↗18 922 |
| 2016    | 2017    | 2018    | 2019    | 2020    | 2021    |
| ↗19 264 | ↗19 268 | ↗19 389 | ↗19 887 | ↗20 433 | ↗21 537 |

## Населённые пункты
В сельское поселение входили 4 населённых пункта (2 посёлка и 2 деревни) и южная часть села Новая Усмань (2-я Усмань):
| №        | Населённый пункт                           | Тип     | Население (2010) | Население (2018) |
| -------- | ------------------------------------------ | ------- | ---------------- | ---------------- |
| 1        | Луч                                        | посёлок | ↘32 (2010)       | 32 (2018)        |
| 2        | Нечаевка                                   | посёлок | ↘246 (2010)      | 387 (2018)       |
| 3        | Парусное                                   | деревня | ↘920 (2010)      | 563 (2018)       |
| 4        | Подклетное                                 | деревня | ↘179 (2010)      | 194 (2018)       |
| 4.000001 | всего                                      |         | 1377 (2010)      | 1176 (2018)      |
| 5        | южная часть села Новая Усмань (2-я Усмань) |         | 16 095 (2010)    | 18213 (2018)     |
| 5.000002 | итого                                      |         | ↗21 537 (2021)   | 19389 (2018)     |

### Упразднённые населённые пункты
- Пчёлка — упразднённая в 1994 году деревня[18]..